# Delta Senegalu
Delta Senegalu (fr. Delta du Fleuve Sénégal) – śródlądowa delta rzeki Senegal i region geograficzny wzdłuż granic Senegalu i Mauretanii, w 2005 roku uznany przez organizację UNESCO za rezerwat biosfery pod nazwą Międzynarodowy Rezerwat Biosfery Delty Senegalu. Rzeka płynie tu przez rozległą Nizinę Senegalu i rozgałęzia się na mniejsze odnogi, tworząc liczne rozlewiska i starorzecza. Odnogi łączą się później z powrotem w jedno koryto i uchodzą do Oceanu Atlantyckiego w okolicach miasta Saint Louis. W obszarze delty Senegalu zlokalizowano wiele obszarów chronionych (m.in. Park Narodowy Oiseaux du Djoudj w Senegalu i Park Narodowy Diawling w Mauretanii oraz liczne rezerwaty). Jest to jeden z najdalej na północ wysuniętych obszarów Afryki Subsaharyjskiej ze stałymi zbiornikami wodnymi, dzięki czemu zatrzymują się tu ptaki wędrowne, migrujące nad Saharą. Wody delty Senegalu zasilają też pola uprawne, umożliwiając miejscowej ludności (głównie Wolofom, Fulanom i Maurom) utrzymywanie się z rolnictwa.